# Songzhan (köpinghuvudort i Kina, Heilongjiang Sheng, lat 46,22, long 125,63)
Songzhan (kinesiska: 宋站, 宋站镇) är en köpinghuvudort i Kina. Den ligger i provinsen Heilongjiang, i den nordöstra delen av landet, omkring 94 kilometer nordväst om provinshuvudstaden Harbin. Antalet invånare är 34 547. Befolkningen består av 16 801 kvinnor och 17 746 män. Barn under 15 år utgör 13,0 %, vuxna 15-64 år 79 %, och äldre över 65 år 7,0 %.
Runt Songzhan är det ganska tätbefolkat, med 192 invånare per kvadratkilometer. Songzhan är det största samhället i trakten. Trakten runt Songzhan består till största delen av jordbruksmark.
Genomsnittlig årsnederbörd är 767 millimeter. Den regnigaste månaden är juli, med i genomsnitt 207 mm nederbörd, och den torraste är januari, med 5 mm nederbörd.